# السمير الصغير (مجلة)
مجلة السمير الصَّغير هي مجلة مصرية تصدر عن جمعية التأليف العلمية في 1 و11 و21 من كل شهر ميلادي، وهي مجلة مدرسية علمية تهذيبية تُعنى بالتصوير والزراعة والتجارة والصناعة. صدر العدد الأول منها في أكتوبر عام 1897م، وانتظمت في الصدور إلى فئة تلاميذ المدارس من سن الثانية عشر. قطع المجلة 24×17 سم.
تعتمد المجلة على المواد التحريريَّة وهي خاليةٌ من الصُّورِ إلا في بعض الأحيان، وتنشر الصُّور الأدبية، وتعتمد على الفكاهة من ضمن التسالي، وتضم معارف متنوعة في التاريخ
ليست هناك إشارة إلى الكتاب والمؤلفين، والمجلة بالأبيض والأسود، تقع في حوالي 24 صفحة تخلو من المسابقات ولا تنشر صور القراء ولا تحوي شعاراً واضحاً سوى أوجه الأنشطة التي تقدمها المجلة للقراء، ويبدو هذا من فهرس السنة الأولى الذي نشر في أكتوبر 1898م، ليس هناك إشارة إلى سعر المجلة، ولا تعتمد المجلة على الإعلانات.

## الأبواب
- السمير الصغير
- تلامذة المدارس
- علماء مُعاصرون
- الفلاحة المصرية
- النقاهة
- الاحتياطات الضرورية
- العلوم